# Schwarzer Kater (Dahlen)
Schwarzer Kater ist ein Ortsteil der Stadt Dahlen im Landkreis Nordsachsen in Sachsen.

## Geografie und Verkehrsanbindung
Der Ort liegt westlich der Kernstadt Dahlen und südöstlich von Börln an der Kreuzung der Kreisstraßen K 8980 und K 8919.

## Kulturdenkmale
In der Liste der Kulturdenkmale in Dahlen (Sachsen) sind für Schwarzer Kater drei Kulturdenkmale aufgeführt:
- Südliches Wirtschaftsgebäude des ehemaligen Vorwerks (Meltewitzer Straße 1a), um 1780 und später
- Wohnhaus des ehemaligen Vorwerks (Meltewitzer Straße 2, 3), um 1780
- Königlich-Sächsischer Meilenstein (Meltewitzer Straße), Mitte 19. Jahrhundert